# Goniodelphis
Goniodelphis hudsoni  — вимерлий рід дельфіновидих ссавців з родини інієві (Iniidae). Жив у водах Флориди протягом міоцену від ~14.9–11.5 до 9.1–8.7 млн років. 
Викопні зразки були знайдені лише в чотирьох фосфатних шахтах в окрузі Полк, штат Флорида.

## Таксономія
Гоніодельфіс був названий Алленом (1941). Його тип – Goniodelphis hudsoni.